# Штурм (український емігрантський журнал)
«Штурм» — військово-політичний журнал, орган Леґіону ім. С. Петлюри, антикомуністичного об'єднання колишніх військовиків совєтської армії, виходив неперіодично 1952 — 66 у Новому Ульмі в Німеччині. 
Метою діяльності Леґіону імени Симона Петлюри було об'єднати широкі кола українських комбатантів на еміграції під гаслом майбутньої збройної боротьби проти комуністичного уряду Радянського Союзу, відповідно журнал публікував матеріяли військового, ідеологічного, організаційного характеру, стараючись зацікавити широкі ветеранські верстви колишніх вояків Другої світової війни.